# Constança da Normandia
Constança da Normandia (em francês:  Constance de Normandie; Normandia, c. 1057/1061 — 13 de agosto de 1090) foi a filha do rei Guilherme, o Conquistador e Matilde de Flandres. Ela se tornou Duquesa da Bretanha ao se casar com Alano IV, duque da Bretanha.

## Biografia
É dito que Constança era a mais bem dotada de todas as filhas do rei. Por ser a favorita de sua mãe, a princesa demorou a casar-se, sendo oferecida em casamento a Alano IV em 1086, em Caen, na Normandia. O casal não teve nenhum filho.
Constança morreu em 13 de agosto de 1090, provavelmente envenenada. O historiador Guilherme de Malmesbury acreditava que ela havia sido envenenada pelo próprio marido, porém nada foi provado. A duquesa foi enterrada na Igreja de St. Melaine, em St Melans, Redon.
Em 1672, sua tumba foi descoberta, e ao abri-la, encontraram fragmentos de um material feito de lã e uma cruz de chumbo gravada com um epitáfio inscrito com os nomes de seu pai, marido, e a data de sua morte.